# 細川元治
細川 元治（ほそかわ もとはる）は、室町時代後期から戦国時代にかけての武将。官途名は玄蕃頭。法号は箕踞軒一雲。元治の官途名より元治の系統は玄蕃頭家とも称された。

## 略歴
細川遠州家（上野氏）の細川持益の次男として誕生。初名は元氏。
文明18年（1486年）12月、祠堂銭200貫文の返済を巡って相国寺恵林院と正親町烏丸南頰の薬師堂内にあった「辻」（辻氏が経営する土倉）との間でトラブルがあり、前者の依頼を受けた細川玄蕃頭が「辻」の倉を破壊して中の銭60貫文や財物を奪う事件を起こしているが、この玄蕃頭は元治とみられる。「辻」は朝廷の御用を務めて朝廷の金銭や皇室の御物を預かる禁裏御倉を務めており、60貫文も室町幕府から朝廷に献上された内裏の経費であったことから、三条西実隆は「前代未聞」と激しく批判している。
その後は細川政元の近臣の一人・上野玄蕃頭として登場し、明応3年10月4日（1494年11月1日）には自分の家臣を討とうとして返り討ちにあったことが話題になっている。永正元年（1504年）の薬師寺元一討伐の際には養子の元全と共に出陣して負傷している。
細川政元が暗殺されると一時は若狭国に脱出したが、やがて細川澄元に従って細川澄之を討伐した。ところが、細川家中に澄元への不満が高まり、澄元の代わりに細川政賢を擁立しようとする動きが生じると、これを制して政元の養子だった細川高国を擁立すべきと意見して同意を得た以降、高国陣営の中心的存在となる。一方、土佐守護代の分家の出に過ぎなかった元治は畿内に確固たる基盤を持っておらず、基盤確立の一環として山城国の久我荘の押領を行ったことが知られている。
その後、当主の座を元全に譲っているが、元全が大永3年（1523年）に急死したために、残された国慶の養育にあたった。享禄3年（1530年）12月には細川澄元の子である六郎の擁立を図る柳本甚次郎が元治の襲撃を計画して失敗に終わっている。
その後、記録上に元治の活動は確認できない。細川高国とその支持者は翌享禄4年（1531年）6月の大物崩れで壊滅していることから、この時に戦死した可能性がある。また、仮に戦死していなかったとしても、寛正元年（1460年）生まれの弟（月関周透）の存在が確認出来るため、大物崩れの時には既に70歳を越していた元治がこの前後に病死していた可能性も否定できない。いずれにしても、高国没後にその残党を率いる中心となったのは、元治の官途名である玄蕃頭を引き継いだ孫の国慶であった。